# Kritika a obhajoba esperanta
| Esperanto |  |
| |  |
| Jazyk |  |
| |  |
| - Akademie esperanta - Gramatika - Slovníky - Esperantologie - Abeceda - Číslovky - Fundamento - lernu! - Letní škola esperanta                                                                             |  |
| |  |
| Organizace |  |
| |  |
| - UEA - TEJO - E@I - EEU - SAT - Český esperantský svaz - Česká esperantská mládež - Esperantské kluby - Katolíci                                                                                           |  |
| |  |
| Dějiny |  |
| |  |
| - Ludvík Lazar Zamenhof - Časová osa - Buloňská deklarace - Ido-schizma - Krize ata/ita - Neutrální Moresnet - Interhelpo - Pražský manifest - Bona Espero - Esperantské město                              |  |
| |  |
| Kultura |  |
| |  |
| - Esperantská setkání - Pasporta Servo - Hudba - Rozhlas - Finvenkismus - Homaranismus - Kabei - Politika - La Espero - Stelo - Symboly (vlajka) - UK - IJK - Esperantista - Rodilí mluvčí - Zamenhofův den |  |
| |  |
| Literatura |  |
| |  |
| - Autoři - Esperantské časopisy - Esperantské slovníky - PIV - Wikipedie - KAEST |  |
| |  |
| Úhly pohledu |  |
| |  |
| - Propedeutická hodnota - Srovnání s idem - Srovnání s interlinguou - Reformy - Odpor vůči esperantu |  |

Esperanto bývá kritizováno z rozmanitých důvodů. Tato kritika většinou není směřována vůči jazyku jako takovému, nýbrž vůči snahám mnohých esperantistů prosadit esperanto jako světový jazyk, hlavní jazyk mezinárodní komunikace.
Esperantu bývá často vytýkáno:
- Protože žádný mezinárodní jazyk nemá šanci prosadit se (dominance angličtiny), jedná se o zbytečný projekt.[1] To bývá opětováno podotknutím, že změny v politických mocenských konstrukcích by mohly šance esperanta velmi snadno opět zesílit.[2]
- Esperanto se proviňuje proti svým vlastním kritériím neutrality (např. používáním latinské abecedy, příliš evropským slovníkem).[3] Neutralita v tomto smyslu se ovšem nepočítá k principům jazykového plánování. Esperanto bylo naopak výslovně plánováno jako „románsko-germánský systém“,[4] protože nejpoužívanější jazyky mezinárodního styku jsou právě jazyky tohoto typu (tedy princip mezinárodnosti). Jako „neutrální“ je esperanto označováno proto, že není spojeno s žádným národem, tj. nejedná se o národní jazyk, nýbrž jazyk mezinárodní.
- I sama snaha o jednoduchost byla pohřbena zavedením zbytečných gramatických složitostí (např. shoda mezi podstatným a přídavným jménem v pádu a čísle, devět časových stupňů v trpném rodě, slovesný vid).[3] Na tuto výtku bývá odpovídáno tím, že princip jednoduchosti musí být vyvážen s jinými, konkurujícími principy, jako jsou například princip jasnosti, přesnosti či pružnosti,[5] podle nichž tyto „gramatické složitosti“ nejsou přebytečné, nýbrž účelné.[6]
- Kromě mezinárodně známých slovních tvarů (např. redaktoro – redaktor, redakcio – redakce) se používají další formy, odvozené podle pravidelného systému tvoření esperantských slov (redaktisto, redaktejo). Velká část těchto přímo převzatých tvarů je však v jazyce považována za neologismy a nedosáhly takového rozšíření jako tvary odvozené.
- Důkazem nedostatků údajně je také velký počet esperantistů, kteří jazyk ovládají jen velmi nedokonale.[7]
- Kdyby se namísto angličtiny zavedlo po celém světě esperanto, nebylo by to vůči jiným jazykům také nijak „přátelštější“.[8]
- Někteří kritizují esperanto kvůli genderové nesymetrii – v esperantu se prý vyskytuje jazykový sexismus. Mnoho kořenů slov vztahujících se k příbuzenství mají v základním tvaru mužský význam (např. „patro“ – otec, „frato“ – bratr a „edzo“ – manžel), pro vytvoření slova s ženským významem je třeba použít příponu „-in-“. Stejně tak i u jiných slov (např. „instruisto“ - učitel, „anglo“ _ Angličan a zájmeno „li“ – on) slouží základní tvar i pro vyjádření mužské osoby (vlastní slovo je neutrální, ale vytváří se jen ženská varianta slova). Někteří esperantisté chtějí tuto asymetrii odstranit použitím přípony „-iĉ“ pro vyjádření čistě mužského významu, přičemž základní význam by byl genderově neutrální.